# Trachíli
Trachíli, en grec moderne : Τραχήλι, est un village du dème de Kými-Alivéri, sur l'île d'Eubée, en Grèce.
Selon le recensement de 2011, la population de Trachíli compte 345 habitants.